# 凱撒萬歲 (1994年電影)
《凱撒萬歲》（英語：Hail Caesar）是一部1994年美國喜劇片，安东尼·迈克尔·豪尔的導演處女作，豪尔、小勞勃·道尼、山繆·傑克森和賈德·尼爾森主演；劇情講述了一位想成為搖滾明星的男子希望能繼續與女友交往下去，因此與女友的父親打賭。電影1994年5月11日在美國以錄影帶首映形式發行。

## 演員
- 安东尼·迈克尔·豪尔飾演朱利葉斯·凱撒·麥克格魯德
- 小勞勃·道尼飾演傑瑞
- 山繆·傑克森飾演郵遞員
- 賈德·尼爾森飾演囚犯一號
- 老勞勃·道尼飾演巴特勒
- 芭比·菲利普斯飾演巴菲
- 萊絲莉·達農飾演安妮
- 凱恩·皮科伊飾演雷莫拉
- 尼可拉斯·普萊爾飾演比德韋爾
- 伊利亞·沃里克飾演弗拉德
- 法蘭克·葛辛飾演皮特·德威特

## 製作
該片在美國加利福尼亞州洛杉磯拍攝。

## 反響
電影在外界評價不佳，爛番茄網站的觀眾好評度僅13%。

## 外部連結
- 互联网电影数据库（IMDb）上《凱撒萬歲》的资料（英文）
- 爛番茄上《凱撒萬歲》的資料（英文）